# Autoba trilinea
Autoba trilinea là một loài bướm đêm trong họ Erebidae.